# 11326 Ladislavschmied
11326 Ladislavschmied este un asteroid din centura principală de asteroizi.

## Descriere
11326 Ladislavschmied este un asteroid din centura principală de asteroizi. A fost descoperit pe 17 septembrie 1995 la Observatorul din Ondřejov de Lenka Šarounová. Asteroidul prezintă o orbită caracterizată de o semiaxă mare de 2,45 ua, o excentricitate de 0,13 și o înclinație de 5,7° în raport cu ecliptica.